# VC Kanti Schaffhausen
VC Kanti Schaffhausen – żeński klub piłki siatkowej ze Szwajcarii. Został założony w 1973 w mieście Szafuza.

## Sukcesy
Mistrzostwo Szwajcarii:
- 1998, 1999, 2000, 2001, 2004, 2008, 2009, 2013, 2020
- 1997, 2002, 2003, 2022[1]

Puchar Szwajcarii:
- 2000, 2009, 2021

Superpuchar Szwajcarii:
- 2007